# Current Contents
Current Contents és una base de dades bibliogràfica d'alerta ràpida, publicada per l'empresa Clarivate Analytics (anteriorment, per l'Institut for Scientific Information i Thomson Reuters). Es publica en línia i en paper, en diverses seccions especialitzades.

## Història
Current Contents es va publicar primer en paper, en una edició única, dedicada a la biologia i la medicina. Més tard, van aparèixer seccions d'altres matèries. En un principi, consistia en la reproducció de les portades d'uns quants centenars de les principals revistes científiques de qualitat. Es publicava setmanalment informant dels articles que hi havien a les portades de les revistes que havien aparegut unes quantes setmanes abans, un temps molt més curt en comparació amb qualsevol altre servei que estigués disponible en aquell moment. Només contenia un índex d'autors i un de paraules clau sense controlar. També contenia les adreces dels autors i així els lectors poguessin demanar-los còpies dels articles citats.

## Situació actual
Tot i que encara es publica en paper, Current Contents es troba disponible en línia com una de les bases de dades incloses a la ISI web of knowledge, de Clarivate Analytics, amb actualitzacions diàries, i també a través d'altres distribuïdors de base de dades.

### Edicions
Les edicions actuals de Current contents són les següents:
- Current contents agricultural, biological, and environmental sciences
- Current contents arts and humanities
- Current contents clinical practice
- Current contents engineering, technology, and applied sciences
- Current contents life sciences
- Current contents physical chemical and earth sciences
- Current contents social & behavioral sciences